# Foundation for a Free Information Infrastructure
Foundation for a Free Information Infrastructure (sv. Organisationen för en fri information-infrastruktur) eller FFII, är en ideell förening baserad i München, Tyskland med etablering bland annat i Sverige (ffii.se). 

## Mjukvarupatent
FFII är bland annat kända för att vara aktiva i kampen mot mjukvarupatent som uppmärkades speciellt under 2005 då Europaparlamentet röstade om ett direktiv om patenterbarhet för datorrelaterade uppfinningar. 6 juli 2005 röstade Europaparlamentet, med 648 röster emot och 14 för, ned direktivet.

## FFII.se
Svenska grenen FFII.se grundades officiellt 2004-08-05 av bland andra Erik Josefsson ordförande, Christian Engström styrelseledamot, Jonas Bosson styrelseledmot, Anders S Lindbäck revisor.
Svenska FFII har skrivit flera remissvar och ordnat flera konferenser kring: 
- immaterialrätt, främst kring datorprogram, innovation och skydd
- Integritet och privatliv på Internet, datalagringsdirektivet och IPRED2
- Öppna standarder för kommunikation och konkurrens på IT-området